# Tetrastichus atratulus
Tetrastichus atratulus är en stekelart som först beskrevs av Christian Gottfried Daniel Nees von Esenbeck 1834.  Tetrastichus atratulus ingår i släktet Tetrastichus och familjen finglanssteklar. Arten är reproducerande i Sverige. Inga underarter finns listade i Catalogue of Life.